# Lorrie Jean-Louis
Lorrie Jean-Louis, née à Montréal, est une autrice, poète et bibliothécaire canadienne du Québec. Elle est l'autrice de La femme cent couleurs qui est un recueil de poésie. Avec ce premier livre, elle remporte le Prix des libraires du Québec 2021, le Prix du CALQ – Œuvre de la relève à Montréal 2021, ainsi que le Prix de l'artiste émergent de Primary Colours/Couleurs primaires.

## Biographie
Lorrie Jean-Louis est née à Montréal de parents haïtiens. Adolescente, elle travaille dans une boutique de vêtements.
Elle étudie en littérature et obtient un diplôme de baccalauréat ainsi qu'une maîtrise à l'Université du Québec à Montréal. Son mémoire de maîtrise s'intitule  « Corps noir et intersubjectivité chez Beyala, Gordimer et Morrison ». Elle obtient une seconde maîtrise à l'École de bibliothéconomie et des sciences de l'information de l'Université de Montréal.
En 2020, elle publie un premier recueil de poésie La femme cent couleurs, chez Mémoire d’encrier. Pour cette œuvre, elle remporte le Prix des libraires du Québec dans la catégorie poésie et le Prix du Conseil des arts et des lettres du Québec (CALQ) – Œuvre de la relève à Montréal. Elle remporte également en 2020 le Prix de l’artiste émergent.e de Primary Colours/Couleurs primaires.
En 2021, elle publie une première œuvre de littérature jeunesse, Philibert, le garçon qui pliait son cœur chez EDITO Jeunesse.
En 2023, un second recueil de poésie, Main d'œuvre, paraît chez Mémoire d'encrier.

## Œuvres

### Recueil de poésie
- La femme cent couleurs (Mémoire d'encrier, 2020)
- Main d'œuvre (Mémoire d'encrier, 2023)

### Œuvre épistolaire
- Prendre pays, avec onze auteurs (Quartz, 2021)

### Littérature jeunesse
- Philibert, le garçon qui pliait son cœur, avec Nahid Kazemi (EDITO, 2021)

## Prix et récompenses
- Prix des libraires du Québec dans la catégorie poésie
- Prix du CALQ – Œuvre de la relève
- Prix de l'artiste émergent